# Josef Schöffmann
Josef Schöffmann (* 5. März 1799 in Pflausach; † 29. September 1876 in Bleiberg-Kreuth) war ein österreichischer Gastwirt und Politiker.

## Leben
Schöffmann war der Sohn des Landwirts in Pflausach bei Gradenegg, Johann Schöffmann und dessen Ehefrau Klara geborene Muly. Er war römisch-katholischer Konfession und heiratete Maria Müller (* 15. Dezember 1806; † 14. Februar 1883). Aus der Ehe gingen eine Tochter und zwei Söhne hervor.
Er lebte als Gastwirt und Gewerke in Bleiberg-Kreuth, Haus Nr. 182 und war auch Oberrichter in Bleiberg.
Vom 26. Juli 1848 (aufgrund einer Nachwahl am 23. Juli 1848 im Hauptwahlort Villach) bis zu seinem Rücktritt am 26. September 1848 war er Abgeordneter im Provisorischen Kärntner Landtag. 
Hintergrund war folgendes: Auf der ersten Sitzung des Landtags wurde beschlossen, ein 73stes Mandat einzurichten. Am 23. Juli 1848 wurden Schöffmann und sein Stellvertreter Thomas Köfler gewählt. Schöffmann legte das Mandat am 26. September, Köfler am 28. September nieder. Bei der Nachwahl am 19. November 1848 erklären die Wahlmänner, ihr Vertrauen gälte den Abgeordneten Franz von Jakomini/Franz Hollenia; ein eigener Abgeordneter sei nicht notwendig. Entsprechend wurde das 73ste Mandat nicht wiederbesetzt.